# Ricardo León Brito
Ricardo León Brito (Los Realejos, Santa Cruz de Tenerife, España, 8 de febrero de 1983) es un exfutbolista español que jugaba de centrocampista.

## Trayectoria
Se formó en las categorías inferiores de la Unión Deportiva Longuera-Toscal, el club del barrio donde nació. En 2000, fichó por el C. D. Tenerife y disputó su primera temporada en la División de Honor Juvenil. Un año más tarde, fue cedido a la U. D. Orotava, donde permaneció una campaña, para regresar, en 2002, al C. D. Tenerife "C" de la categoría Interinsular Preferente. En la temporada 2003-04, se asentó en el C. D. Tenerife "B", con el que jugó dos temporadas.
En la campaña 2005-06 debutó con el primer equipo en Segunda División, en un partido disputado ante el Club Gimnàstic de Tarragona. En la temporada 2008-09 logró el ascenso a la máxima categoría, aunque el Tenerife terminó descendiendo al año siguiente. Tras un nuevo descenso en la temporada 2010-11, esta vez a Segunda División B, se desvinculó del club canario para fichar por el Real Sporting de Gijón.
El 19 de julio de 2013 rescindió su contrato con el Sporting y, posteriormente, se anunció su regreso al Tenerife. Al final de la campaña 2015-16 puso fin a su etapa como futbolista y pasó a integrar el organigrama deportivo del club.

## Clubes
| Club                   | País   | Año       |
| ---------------------- | ------ | --------- |
| U. D. Orotava          | España | 2001-2002 |
| C. D. Tenerife "C"     | España | 2002-2003 |
| C. D. Tenerife "B"     | España | 2003-2006 |
| C. D. Tenerife         | España | 2006-2011 |
| Real Sporting de Gijón | España | 2011-2013 |
| C. D. Tenerife         | España | 2013-2016 |